# Паланские Ключи
Паланские Ключи — горячие минеральные источники на Камчатке.
Расположены в верховьях Верхней Паланы, на одном из её правых притоков, в полукилометре от его устья. Источники состоят из трёх групп. Верхняя группа располагается в неглубоком ущелье одного из правых притоков — реки Галмымяваям, где мелкими струями горячая вода выбивается из обрывистых скальных стен, окрашенных разноцветными отложениями и колониями термофильных бактерий. Нижняя группа находится у впадения этого притока в Верхнюю Палану. Источники здесь имеют небольшую температуру и маленький дебит.
Средняя, основная группа, расположена над ущельем, на правобережном покатом склоне, где около десятка грифонов разной мощности изливают воду с температурой до 97 °C. На этих термах устроены купальни.
Общий дебит Паланских источников — 16,5 л/с, минерализация — 0,76 г/л, содержание кремнекислоты — 0,065 г/л.
Паланские источники объявлены памятником природы. Воды ключей являются лечебными.